# 迭戈·孔法洛涅里
迭戈·孔法洛涅里（1979年4月11日—）生于布雷索，是一名意大利男子击剑运动员，主攻重剑。他曾参加2008年夏季奥林匹克运动会，在男子团体重剑项目上获得一枚铜牌。